# Муки, Саги
Саги Арон Муки (ивр. שגיא מוקי‎; род. 17 мая 1992, Нетания, Израиль) — израильский дзюдоист, чемпион мира 2019 года, чемпион Европейских игр, чемпион Европы 2018 года в Тель-Авиве в весовой категории до 81 кг.

## Биография
Родился в 1992 году в Нетании, с 4-летнего возраста занялся дзюдо под руководством олимпийского призёра Шай-Орэна Смаджи. В 2011 году стал бронзовым призёром чемпионата Европы среди кадетов.
В 2015 году стал чемпионом Европейских игр.
Участник летних Олимпийских игр 2016 года в Рио-де-Жанейро (5 место).
В 2018 году победил на чемпионате Европы.
На предолимпийском чемпионате мира 2019 года, который проходил в Токио, завоевал золотую медаль, переиграв в поединке за чемпионский титул соперника из Бельгии Маттиаса Кассе.
В апреле 2021 года на чемпионате Европы в столице Португалии, в весовой категории до 81 кг, в поединке за 3-е место, Саги победил спортсмена из Болгарии Ивайло Иванова и завоевал бронзовую медаль турнира.